# Tolia Nikiprowetzky
Tolia Nikiprowetzky (* 12. Septemberjul. / 25. September 1916greg. in Feodossija auf Krim; † 5. Mai 1997) war ein russischer Komponist.

## Leben
Nikiprowetzky studierte am Konservatorium von Marseille und war ab 1937 Schüler von Simone Plé-Caussade, Louis Laloy und René Leibowitz. Von 1950 bis 1955 arbeitete er für den marokkanischen Rundfunk, danach in Paris für den Überseeradiodienst.
Er komponierte unter anderem vier Opern (Les Noces d'Ombre, La Fête et les Masques, Le Sourire de l'Autre und La Veuve du Héros) und eine Sinfonie (Symphonie Logos 5), ein Adagio und ein Diptychon für Orchester, ein Saxophon-, ein Klavier-, ein Cello- und ein Trompetenkonzert, eine konzertante Sinfonie für Bläserquintett und Streichorchester, zwei große geistliche Werke (Numinis Sacra und Ode Funèbre), kammermusikalische Werke, Klavierstücke, Kantaten und Lieder.
Im Auftrag von Moktar Ould Daddah, dem ersten Präsidenten von Mauretanien, arrangierte Nikiprowetzky eine traditionelle Volksweise zur Nationalhymne Mauretaniens.